# 穆特馬爾峰

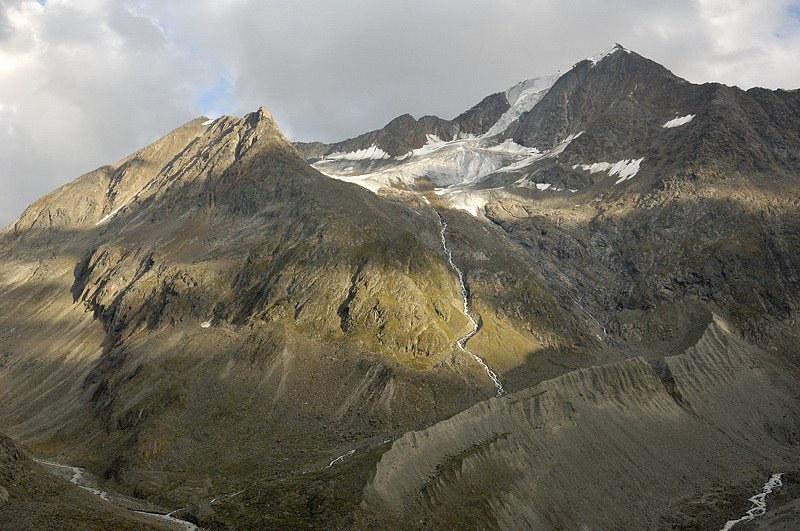

46°47′0″N 10°54′0″E / 46.78333°N 10.90000°E
穆特馬爾峰（德語：Mutmalspitze），是奧地利的山峰，位於該國西部，由蒂羅爾州負責管轄，屬於厄茨塔尔山的一部分，距離後施韋策山1.2公里，海拔高度3,522米，人類在1868年7月28日首次登頂。